# Мажаев, Алексей Игоревич
Алексе́й И́горевич Мажа́ев (род. 14 октября 1972, Москва) — российский музыкальный журналист и критик, колумнист, эксперт в области русской поп- и рок-музыки. Шеф-редактор ленты новостей и ведущий рубрики «Рецензии» информационного агентства InterMedia. Автор интервью с музыкантами и публикаций в различных изданиях на темы российского шоу-бизнеса.

## Биография
В 1994 году окончил Московскую Государственную академию печати (ныне — Университет печати) по специальности «Технология полиграфического производства». С 1994 год по 1995 год работал директором компьютерного центра российско-южноафриканской газеты New Bridge. Параллельно занялся журналистикой, публикуясь в издании «Я молодой» и пр. С 1996 года — корреспондент, впоследствии — руководитель отдела поп- и рок-музыки, заместитель главного редактора информационного агентства InterMedia. В 2004 году работал заместителем главного редактора журнала Play. В октябре 2013 года занял должность выпускающего редактора агентства InterMedia.

### Публикации
С 1996 года работы Алексея Мажаева публикуются в новостных лентах и других изданиях информационного агентства InterMedia, в частности — в Российском музыкальном ежегоднике. Параллельно сотрудничал с журналами Play, Billboard, газетами «Новые известия», «Собеседник», «Аргументы недели», «Труд», порталом «Звуки.ру», вёл тематический блог на портале Slon.ru.
Высочайшую оценку — 10 из 10 — от Мажаева получили два музыкальных произведения: концертный альбом «Уфа 2020. Live» (2022) группы «ДДТ» и сборник «Все песни Владимира Высоцкого (1966—1967)» (2022).

### Экспертная деятельность
Является экспертом музыкальных премий «Муз-ТВ», «Чартова дюжина» и др.

## Личная жизнь
Женат, двое детей.